# ラムンチョ (劇付随音楽)

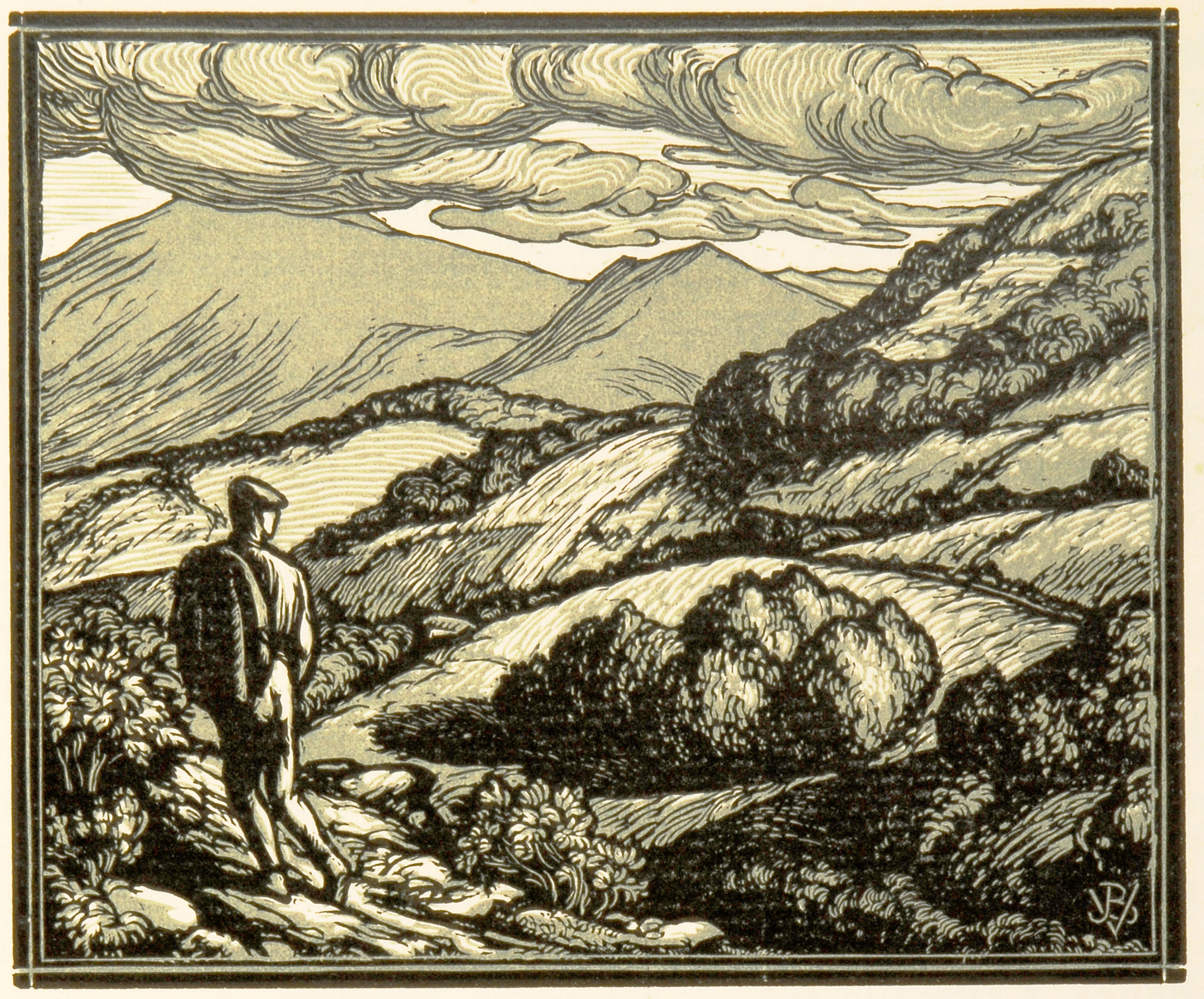
密輸業者となったラムンチョ、ヴェティネによる版画

『ラムンチョ』（フランス語: Ramuntcho）は、フランスの作曲家ガブリエル・ピエルネが作曲した劇付随音楽である。また、2つの組曲にまとめられている。 ピエール・ロティの小説『ラムンチョ』の舞台化のために書かれたもので、1908年にパリのオデオン座にて初演された。なお、序曲のみが独立して演奏されることもある。

## 概要

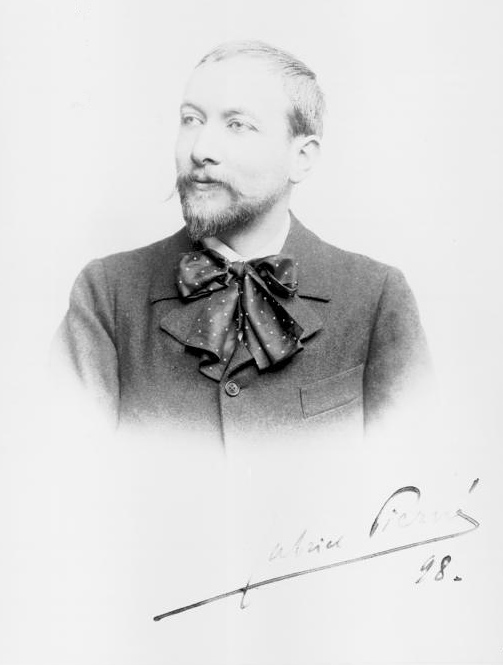
1898年のピエルネ

本作には「バスクの民謡による」という副題が示しているように、民俗的要素の強いものとなっている。ソルツィーコ（zortziko）といったバスク音楽の個性的な5/8拍子の特徴やファンダンゴという踊り、タンバリンなどの打楽器を取り入れている。オデオン座での上演の成功にあたっては、ピエルネは本作の内容に真摯に寄り添った音楽が演劇だけでは表現が難しい、対立による精神的衰弱、情念、この地方の信仰への執着といった感情表現に貢献した。
原作の概要はおおむね次の通りである。
ラムンチョはピレネー山脈の麓、スペイン国境沿いのバスク地方に暮らしているバスク人である。彼はフランス国家への帰属意識の希薄な自由で、豊かな自然に恵まれた平和な少年時代を過ごした。彼は球技の一種であるバスク・ペロタの選手になり、幼馴染の恋人グラシユーズと愛し合う、彼女の母ドロレスの猛反対など意に介さず、将来を約束する。ラムンチョは父親が誰だか、母フランシータから知らされていない。それは母の秘密なのだ。そして3年間の兵役、戻るとグラシユーズは修道女になっている。彼は密輸に手を染める。そして、母の死、グラシユーズとのいたたまれない再会、といった話である。

## 楽器編成

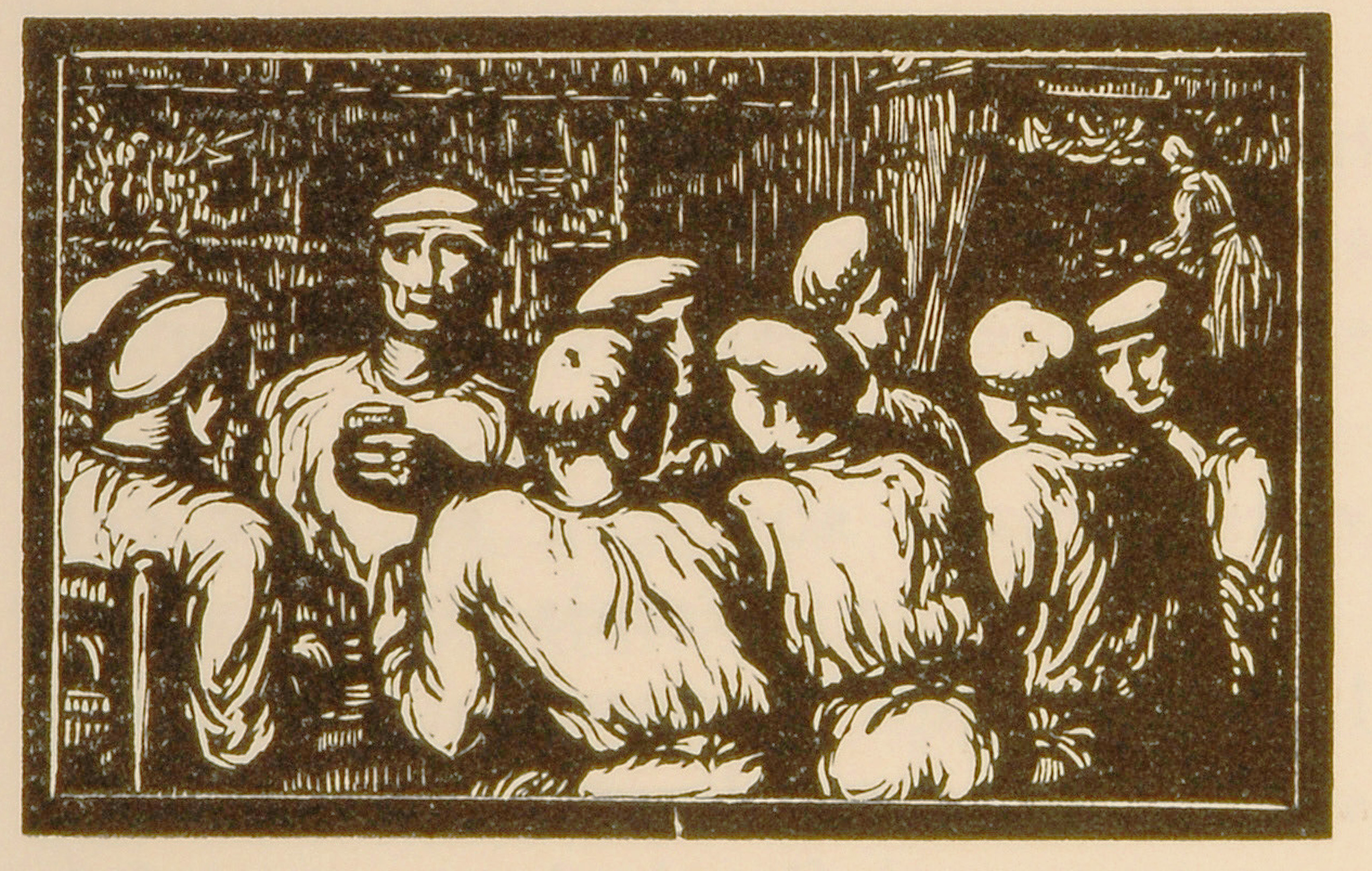
密輸業者とラムンチョ、ヴェティネによる版画

- 木管楽器∶フルート2（ピッコロは持ち替え）、オーボエ2、クラリネット2、ファゴット2、サリュソフォーン1（任意）
- 金管楽器∶ホルン4、トランペット2、トロンボーン3
- 打楽器∶ティンパニ、シンバル、タンバリン、スネアドラム、トライアングル、バスドラム、カスタネットほか
- その他∶弦楽五部、ハープ2

## 演奏時間
- 第1組曲∶約19分、第2組曲∶約15分
- 序曲のみ∶約9分

## 構成
| - 序曲（Ouverture） - グラシユーズの庭（Le Jardin de Gracieuse） - フランシータの部屋（La chambre de Franchita） - ファンダンゴ（Fandango） | - リンゴ酒造場（La Cidrerie） - 修道院（Le Couvent） - バスク狂詩曲（Rapsodie Basque） |

## 主な録音
| 年   | 指揮者                   | 管弦楽団                             | レーベル                                       |
| ---- | ------------------------ | ------------------------------------ | ---------------------------------------------- |
| 1976 | ジャン＝バティスト・マリ | パリ・オペラ座管弦楽団               | CD: EMI ASIN : B00N4478YK 序曲のみ             |
| 1987 | ジャック・ウトマン       | ロレーヌ・フィルハーモニー管弦楽団   | CD: BIS ASIN : B01GUH7O6Y 第1組曲と第2組曲     |
| 1996 | ジャン・フルネ           | オランダ放送フィルハーモニー管弦楽団 | CD:日本コロムビア ASIN : B000JVS3MC 序曲のみ   |
| 2011 | フアンホ・メナ           | BBCフィルハーモニック                | CD: Chandos ASIN : B004DEKOYG 第1組曲と第2組曲 |